# 葛城一言主神社
葛城一言主神社（かつらぎひとことぬしじんじゃ）は、奈良県御所市にある神社。式内社（名神大社）で、旧社格は県社。「いちごんさん」や「いちこんじさん」と通称される。葛城山東麓に東面して鎮座する。

## 祭神
祭神は次の2柱。
- 葛城之一言主大神（かつらぎのひとことぬしのおおかみ） - 主神。
- 幼武尊（わかたけるのみこと） - 第21代雄略天皇。

明治の『神社明細帳』では事代主命・幼武尊の2柱とするが、『大和志料』では一言主神に雄略天皇の配祀とする。『延喜式』神名帳での祭神は1座で、同帳に「葛木坐一言主神社」と見えるように元々は一言主神1柱を祀った神社とされる。この一言主神は『古事記』等では「一言主」、『日本書紀』では「一事主」、『日本霊異記』では「一語主」とも表記される。凶事も吉事も一言で言い放つ託宣の神とされ、現在も一言で願いを叶えてくれる神として信仰されている。記紀に系譜は記されていないが、『先代旧事本紀』では一言主神を素戔烏尊の子とする。

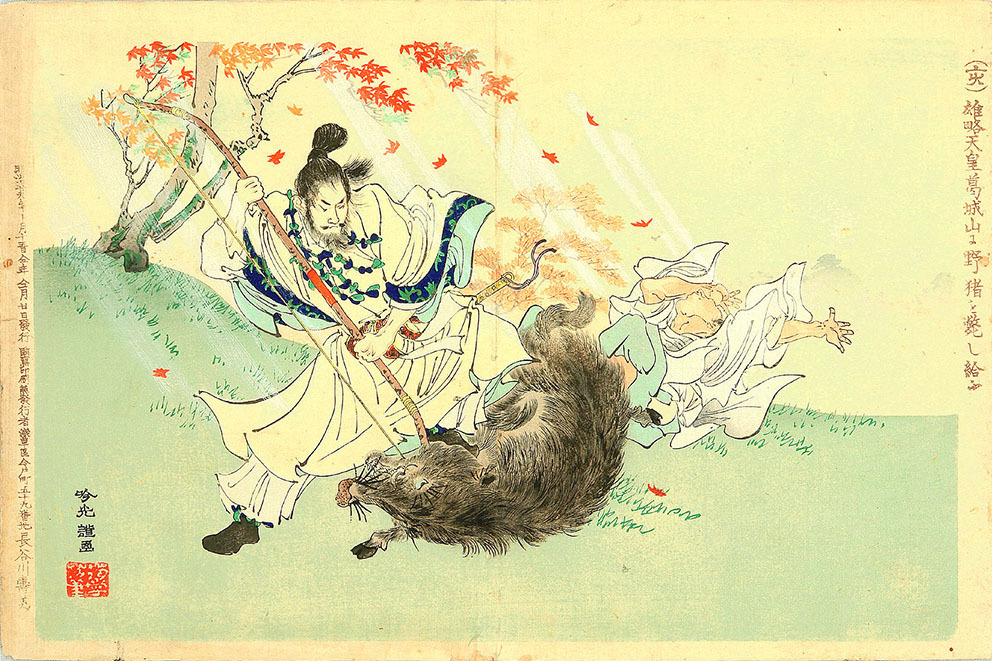
雄略天皇と葛城山の大猪

この一言主神に関しては、『日本書紀』『古事記』における雄略天皇との対面説話が知られる。両書によれば、雄略天皇が葛城山中で狩猟をしていた際、天皇と同じ姿の一言主神（一事主神）が現れ、天皇と狩猟を競ったという。ただし、『古事記』では天皇が大御刀・弓矢・百干の衣服を神に献じて拝礼したとして一言主神の方が優位に記述されている一方、『日本書紀』では天皇が物を献じることはなく一言主神と天皇が対等に近い立場で記述されている。『古事記』の方が原初的と見られることから、『古事記』の説話は一言主神の奉斎氏族とされる葛城氏が皇室外戚として強い勢力を持った頃の政治情勢を反映したもので、『日本書紀』の説話は葛城氏勢力が衰えて一言主神の地位も低下した頃の情勢を表すと考えられている。
さらに時代が下り、平安時代の『日本霊異記』や『今昔物語集』では、一言主神は役行者（役優婆塞/役小角）によって金峰山・葛城山の間に橋を架けるために使役され、さらに役行者の怒りにふれ呪縛された、と記されるまでに神威の低下が見られる。なお、この使役の時に一言主神は自らの顔の醜さを隠して昼は働かず夜のみ働いたとされるが、その説話を受けて松尾芭蕉は『笈の小文』に歌を残している（「登場作品」参照）。

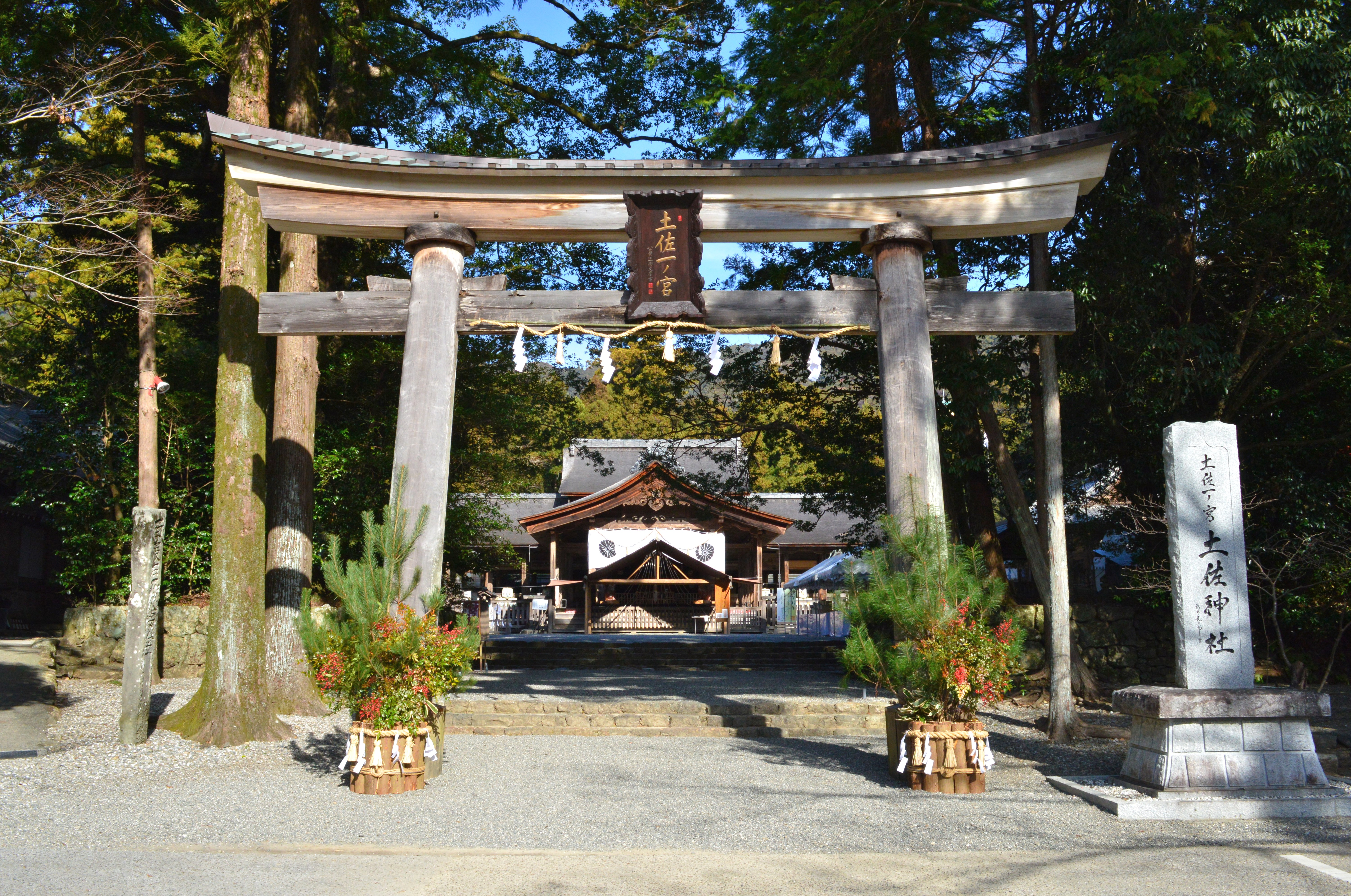
土佐神社（高知県高知市）現在は一言主神と味鋤高彦根神を祭神とする。

なお、『続日本紀』天平宝字8年（764年）条では、雄略天皇と狩りを競った「高鴨神」が土佐国に流されていたが、天平宝字8年に元の地に祀ったとある。しかし『釈日本紀』所引『暦録』の一説では、天平宝字8年に一言主神を土佐から迎えて葛城に祀ったと記されるほか、『釈日本紀』所引『土佐国風土記』逸文では、土佐の高賀茂大社（現・土佐神社）祭神は一言主尊であるが一説には味耜高彦根尊であると記され、文献上では一言主神と高鴨神（味耜高彦根命：高鴨神社祭神）との間で所伝に混乱が見られる。そのほかに音の類似や託宣神という性格から、一言主神を事代主命と同一視する説もある。

## 歴史
創建は不詳。社伝では、現鎮座地は一言主神が顕現した地とする。
国史では、嘉祥3年（850年）に「葛木一言主神」の神階が正三位に進められたと見えるほか、天安3年（859年）1月に従二位勲二等に昇叙された旨が記されている。同年である貞観元年（859年）9月には、一言主神ほか諸神に対して風雨祈願の奉幣の遣使があり、また正暦5年（994年）4月には、疫疾放火のため中臣氏を使とする奉幣があった。
延長5年（927年）成立の『延喜式』神名帳では大和国葛上郡に「葛木坐一言主神社 名神大 月次新嘗」として、名神大社に列するとともに朝廷の月次祭・新嘗祭に際しては幣帛に預かった旨が記載されている。
その後の変遷は不詳。かつては神社東南に神宮寺として一言寺（いちごんじ）があったが、現在は廃寺となっている。
明治維新後、1873年（明治6年）に近代社格制度において村社に列し、1883年（明治16年）3月に県社に昇格した。

### 神階
- 嘉祥3年（850年）10月7日、正三位 （『日本文徳天皇実録』）[原 7] - 表記は「葛木一言主神」。
- 天安3年（859年）1月27日、正三位勲二等から従二位勲二等 （『日本三代実録』）[原 8] - 表記は「葛木一言主神」。

## 境内

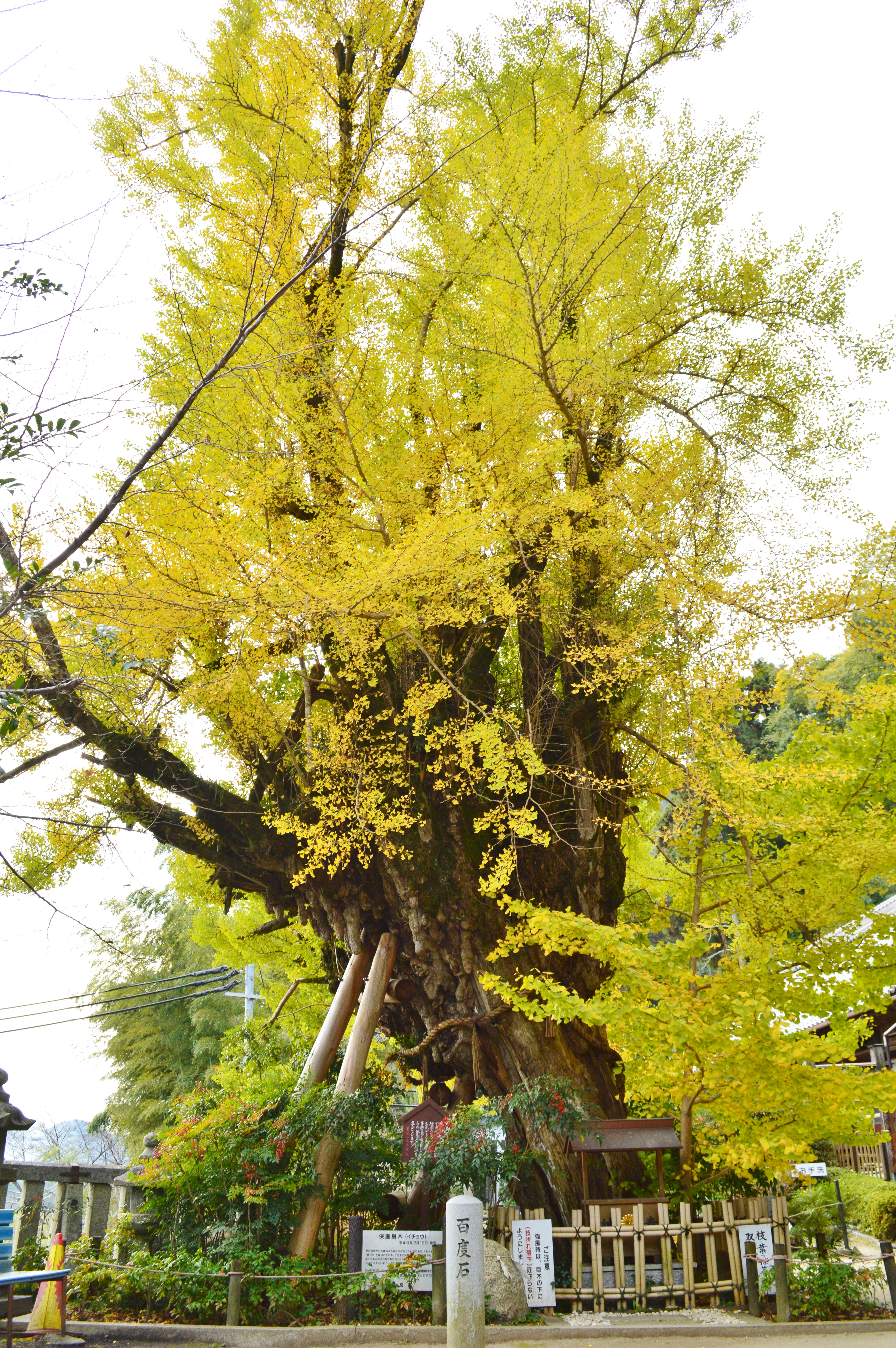
乳銀杏

- 本殿 - 1876年（明治9年）改築。一間社流造で、屋根は銅板葺[7]。
- 拝殿 - 拝殿前にはイチョウの古木（乳銀杏）があり、樹齢1,200年ともいわれ神木とされている。
- 神饌殿
- 社務所
- 蜘蛛塚 - 神武天皇の土蜘蛛征伐伝承に基づく塚[2]。
- 大礼記念館
- 雄略天皇像
- 宝来石
- 亀石

### 摂末社
- 神功皇后社 - 祭神：神功皇后
- 天満神社 - 祭神：菅原道真
- 八幡神社 - 祭神：誉田別命、息長帯姫命
- 市杵島神社 - 祭神：市杵島姫命
- 一言稲荷神社 - 祭神：保食神
- 祓戸神社 - 祭神：瀬織津姫命
- 住吉神社 - 祭神：上筒男命、中筒男命、下筒男命、息長帯姫命
- 奥宮 - 本殿から西50メートルほどの地には磐境が奥宮として祀られている。

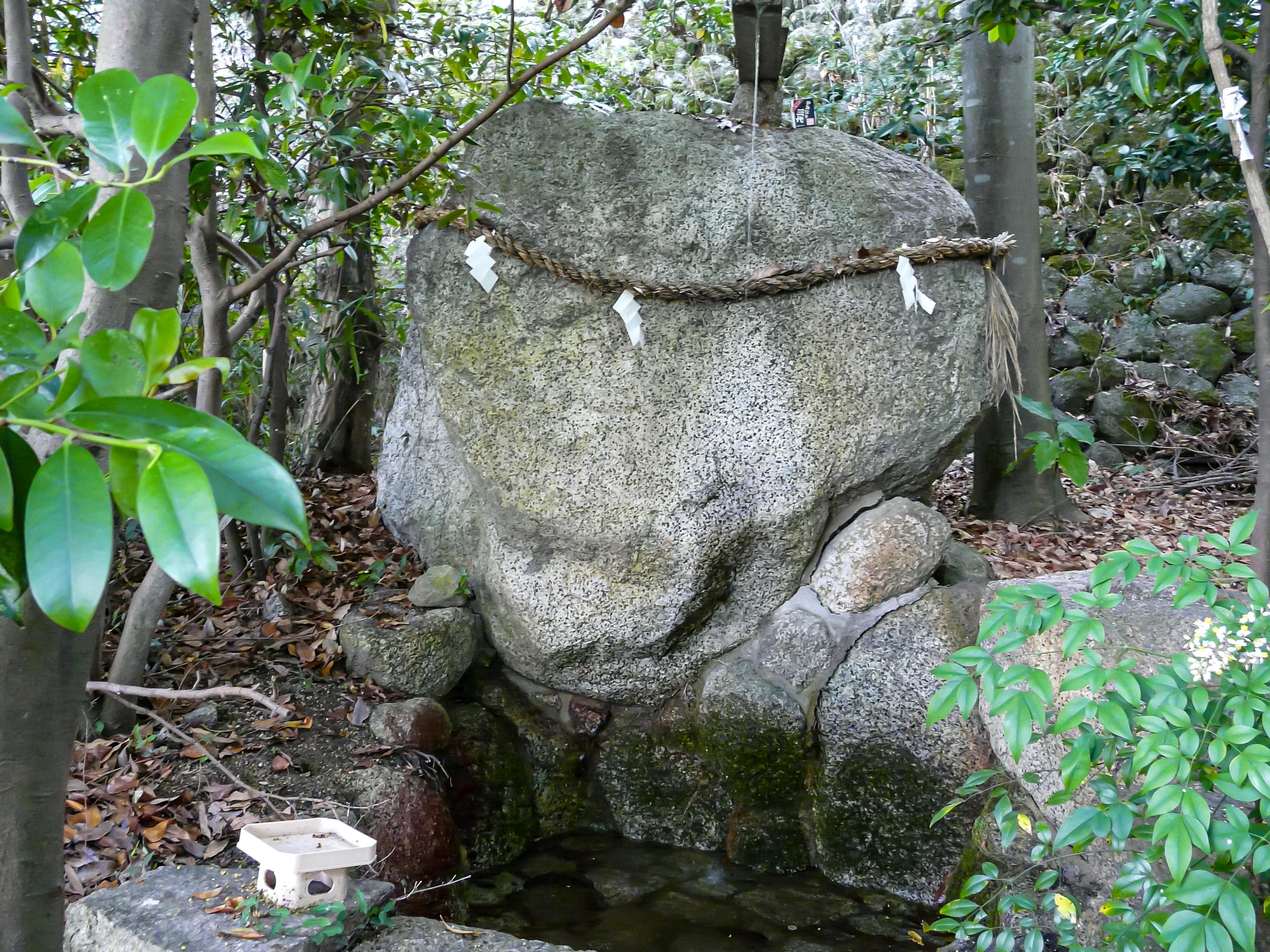
亀石
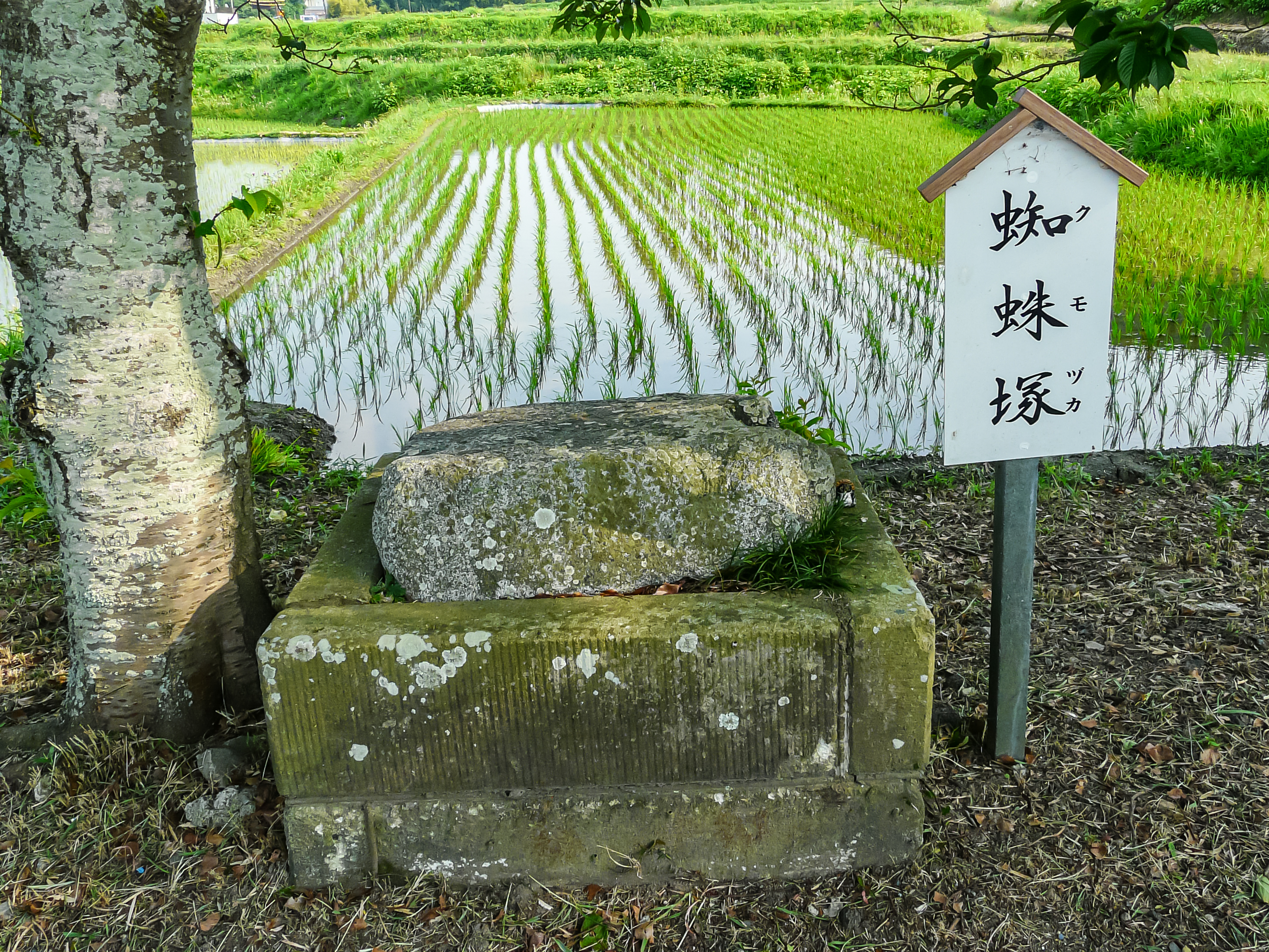
蜘蛛塚
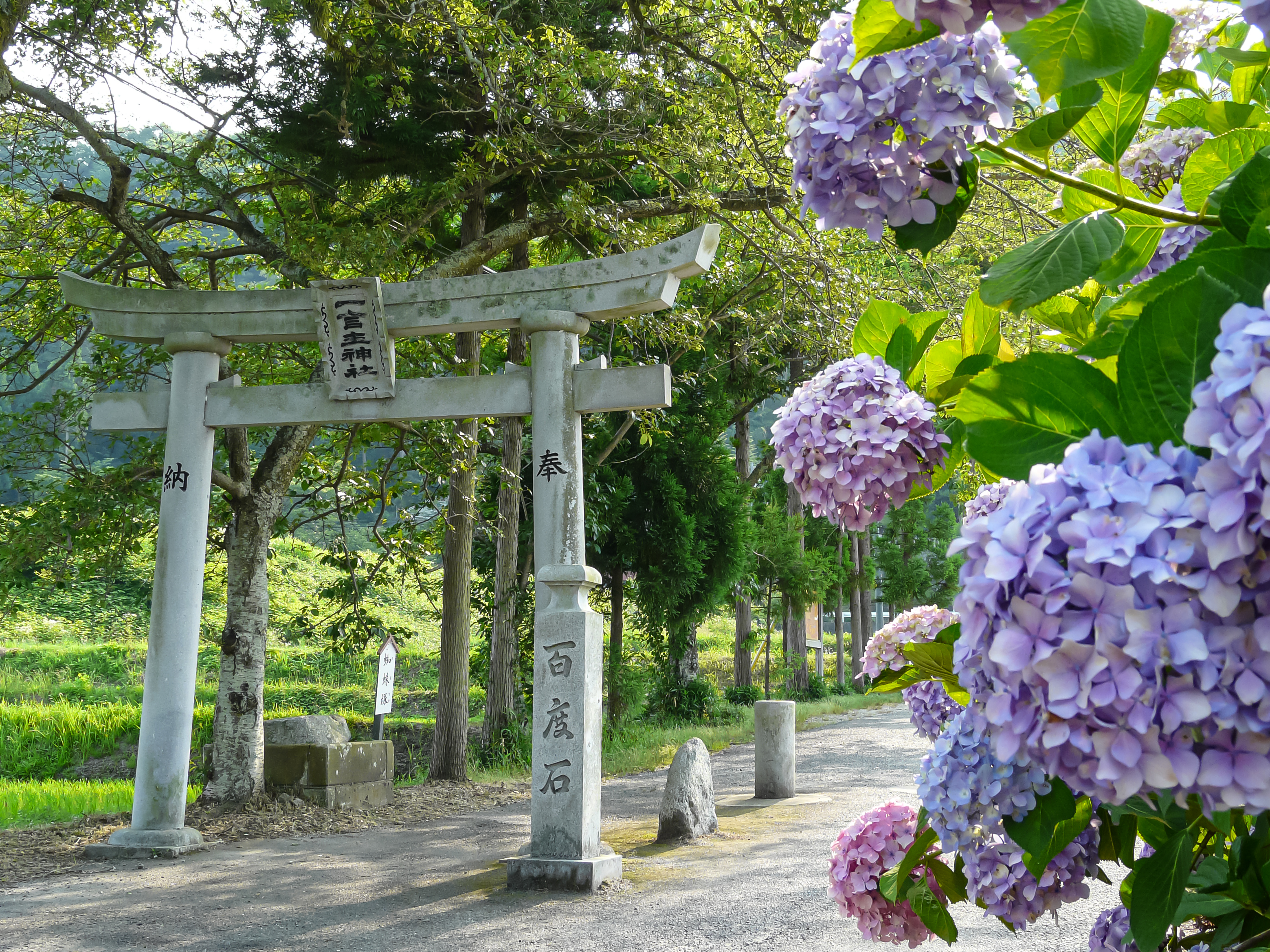
一之鳥居
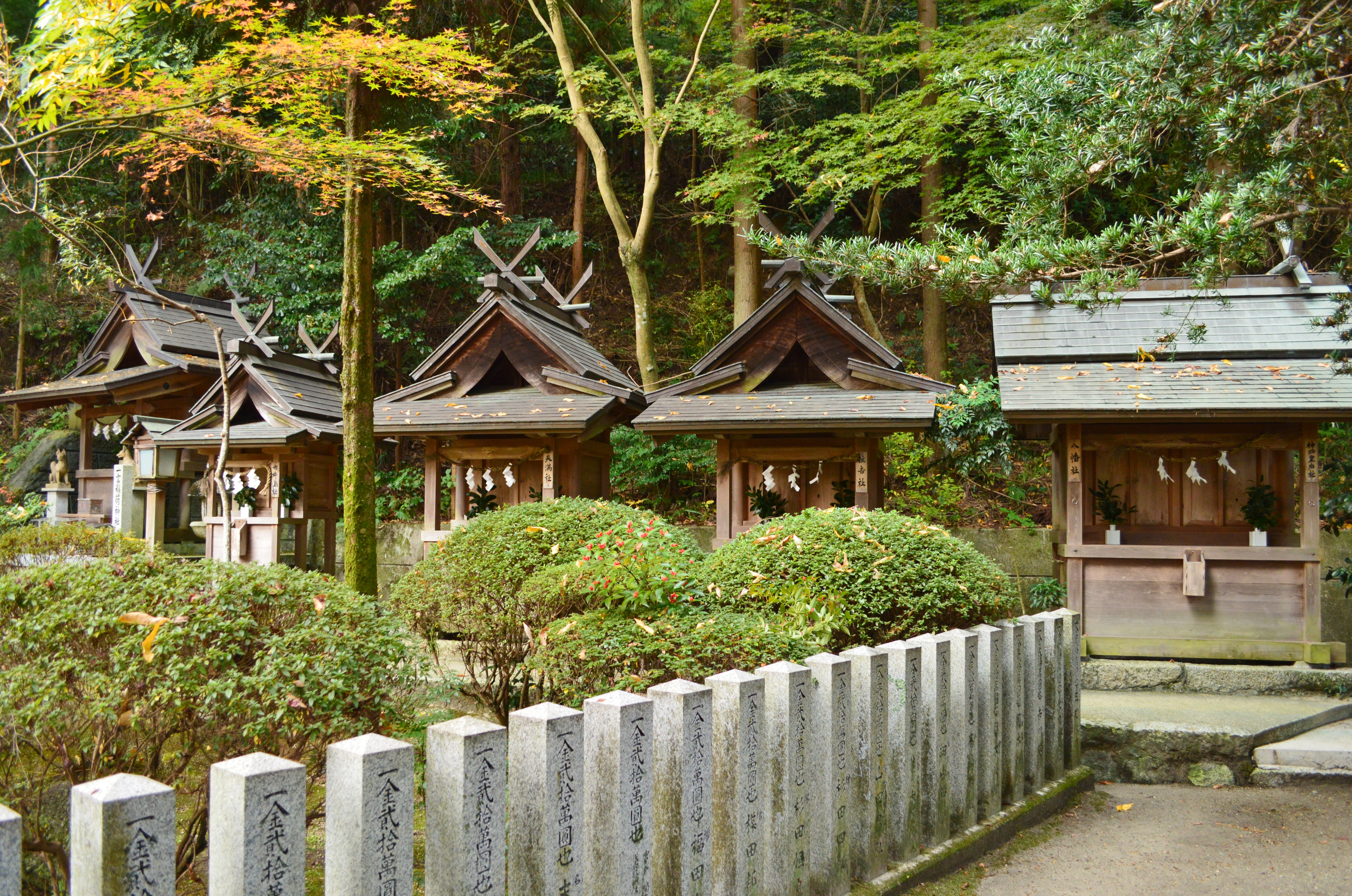
境内社
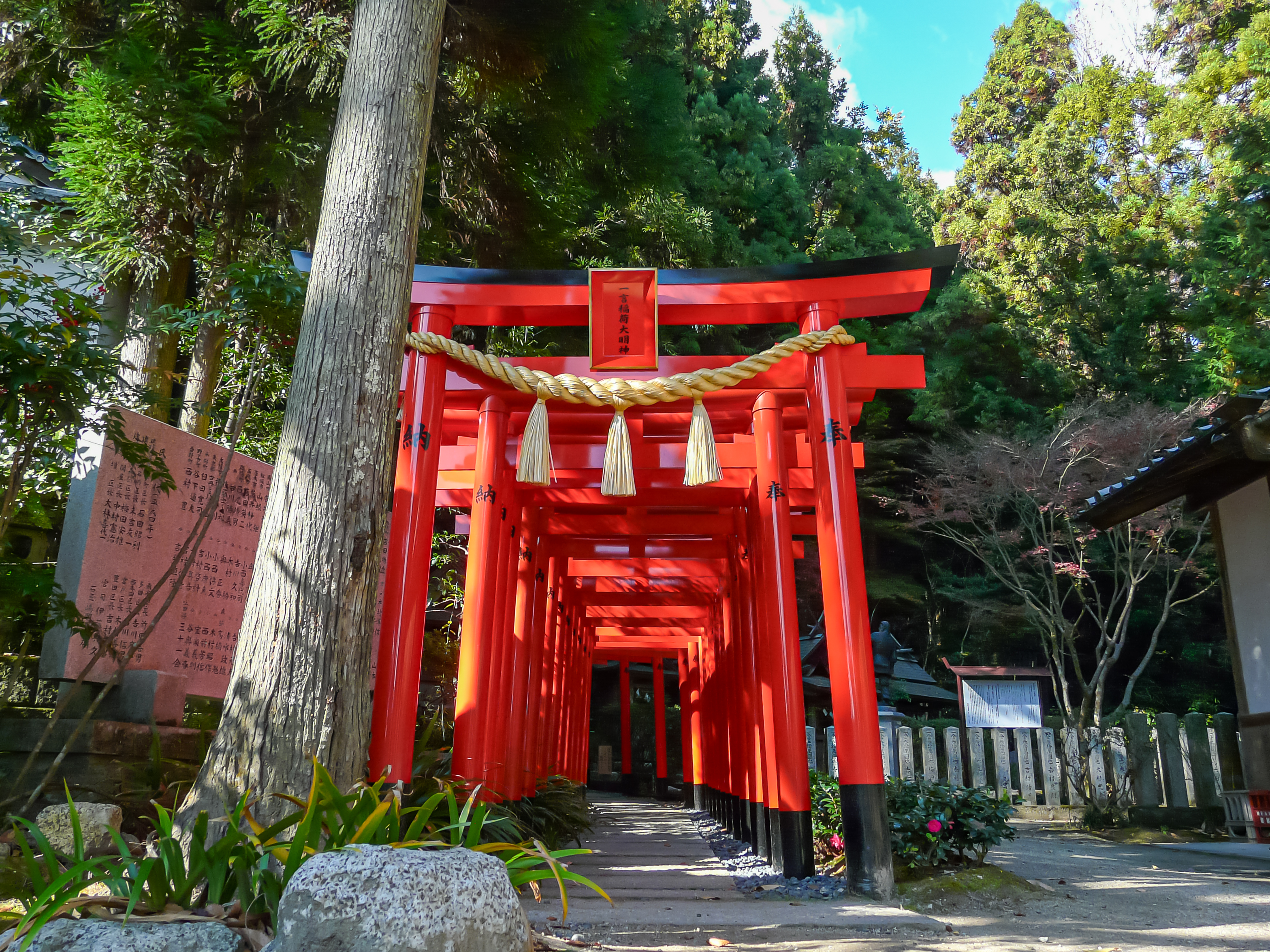
一言稲荷神社

## 祭事
葛城一言主神社で年間に行われる祭事の一覧。
- 歳旦祭 （1月1日）
- 節分祭 （2月3日頃）
- 春の大祭 （4月5日）
- 稲荷社祭 （5月3日）
- 夏越祭 （6月30日）
- 秋の大祭（御神火祭） （9月15日）
- 座講祭 （10月第2日曜）
- 一陽来復祭 （冬至日）

## 登場作品
- 松尾芭蕉 『笈の小文』[2]
| 「            | やまとの国を行脚して、葛城山のふもとを過るに、よもの花はさかりにて、峯々はかすみわたりたる明ぼののけしき、いとど艶なるに、彼の神のみかたちあししと、人の口さがなく世にいひつたへ侍れば、 猶（なお）見たし 花に明行（あけゆく） 神の顔 | 」 |
| —『笈の小文』 | |    |